# УФД/Библиотека
УФД/Библиотека — автоматизированная библиотечная информационная система (АБИС) разработана и поддерживается ООО "Украинский фондовый дом" (Киев, Украина) с 1988 года. Система предназначена для комплексной автоматизации библиотеки, учитывет все основные производственные циклы (каталогизация, комплектование, книгообеспеченность, обслуживание читателей, администрирование). Поддерживаются технологии штрих-кодирования и RFID для экземпляров документов и читательских билетов, ПИН коды для подтверждения получения єкземпляров. На текущий момент выполнено более 200 установок на Украине преимущественно в университетах, а также публичных и ведомственных библиотеках. Имеет русский и украинский интерфейсы.
Среди пользователей 34 национальных университета Украины, среди которых:
- Киевский национальный университет им. Т.Шевченко (Киев)
- Киевский национальный торгово-экономический университет (Киев)
- Национальный университет пищевых технологий (Киев)
- Национальный авиационный университет (Киев)
- Национальный аэрокосмический университет (ХАИ) (Харьков)
- Национальный горный университет (Днепропетровск)
- Национальный кораблестроительный университет им. адм. Макарова (Николаев)
- Национальный университет "Львовская политехника" (Львов)
- Национальный университет нефти и газа (Ивано-Франковск)
- Национальный университет радиоэлектроники (Харьков)
- Глуховский национальный педагогический университет (Глухов)
- Тернопольский национальный педагогический университет (Тернополь)

## Технологии
- Клиент-сервер
- Базы данных под управлением SQL сервера
- XML формат импорта-экспорта

## Особенности
- Настройка профилей вида работ (комплектование, каталогизация и пр.), использование профилей пользователями в соответствии с правами доступа
- Определение прав для выполнения функций и доступа к информации для каждой группы пользователей отдельно, принадлежность пользователя к одной или нескольким группам одновременно
- Аппарат создания произвольных схем классификации документов
- Аппарат шаблонов для просмотра и печати информации
- Аппарат внешних выходных форм для подготовки нестандартных отчетов
- Экспорт и импорт библиографических описаний документов и информации о наличии в формате XML
- Экспорт и импорт библиографических описаний документов в форматах MARC
- Экспорт и импорт информации о читателях и организациях в формате XML
- Ведение информации о посещениях библиотеки, услугах и массовых мероприятиях
- Запись и хранение данных о фактах редактирования библиографических описаний и другой информации в системе
- Настройка параметров для приспособления системы к текущим требованиям

## Системные требования
- SQL сервер (IBM DB2, Oracle, MS SQL Server, Firebird) для хранения информации
- рабочая станция с Windows98 и выше для размещения клиентской части системы (возможна работа на платформах BSD/Linux в среде wine)
- WEB сервер (Apache, MS IIS) для реализации WEB доступа (доступ к просмотру читателями электронного каталога)